# Gonesse
Gonesse je město ve Francii v departemetu Val-d'Oise v regionu Île-de-France. Tvoří součást předměstí Paříže, leží 16 km severovýchodně od jejího centra. V okolí Gonesse leží obce Garges-lès-Gonesse, Villiers-le-Bel, Villepinte či Roissy, s nimž společně spadá do Pařížské aglomerace. Nedaleko se rovněž nachází Letiště Charlese de Gaulla, největší letiště ve Francii. Samotná obec Gonesse má přibližně 27 tisíc obyvatel.